# Erich Woermann

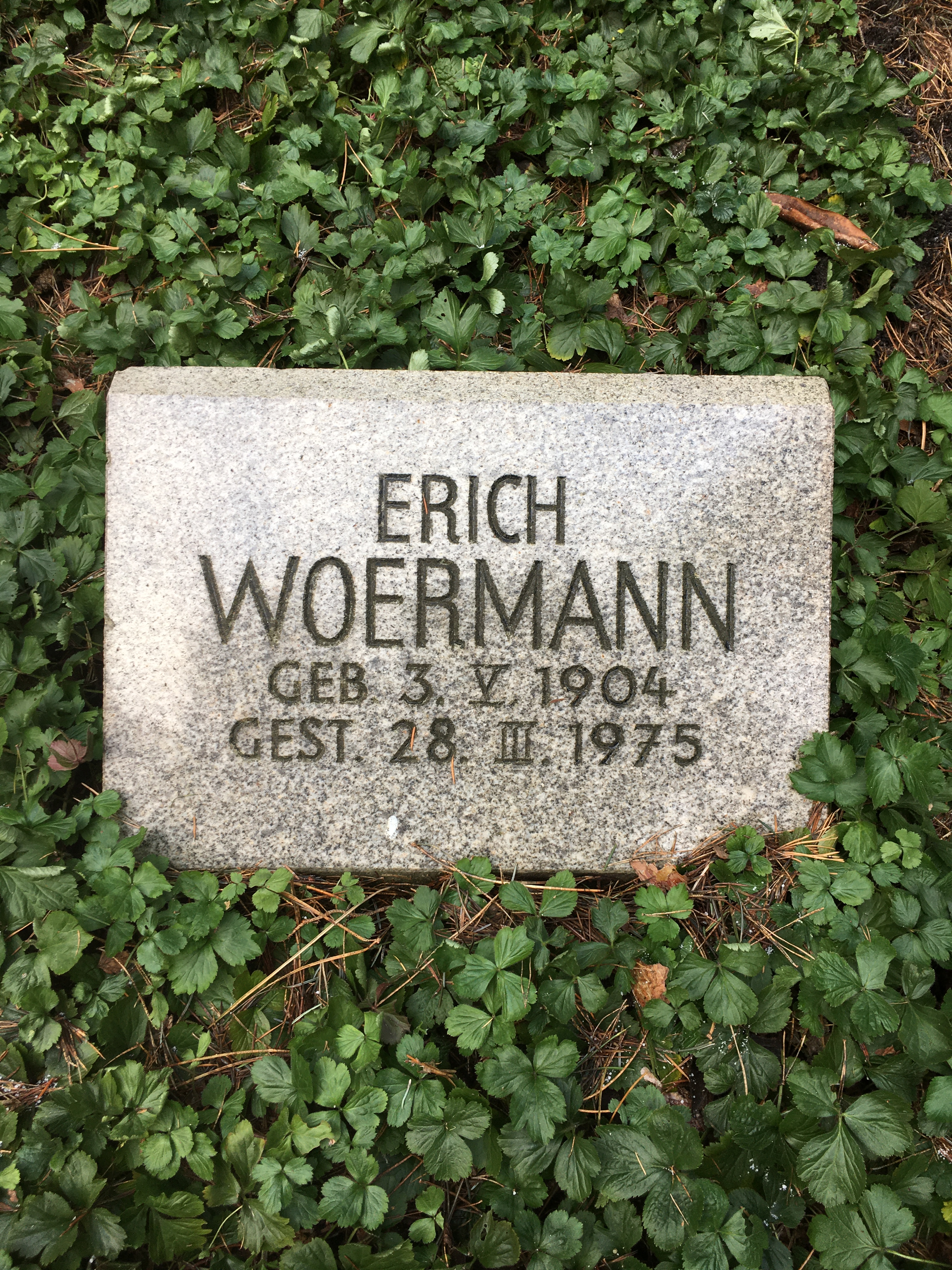
Grabstätte Erich Woermann auf dem Friedhof Ohlsdorf

Erich Woermann (* 3. Mai 1904 in Hamburg; † 28. März 1975 ebenda) war ein deutsch-namibischer Kaufmann. Er entstammt der Hamburger Handels- und Reederei-Familie Woermann und ist historisch mit den Unternehmen C. Woermann und der Woermann-Linie verbunden. Sein Vater war Eduard Woermann.
Woermann genoss seine Ausbildung in Deutschland. Mit 19 Jahren verließ er auf der dritten Adolph Woermann Hamburg Richtung Lissabon.
1940 heiratete Woermann Franziska Kleinherne. Im Ersten Weltkrieg diente er in der deutschen Luftwaffe. 1950 wanderte er nach Südwestafrika aus, wo er im familieneigenen Unternehmen Woermann & Brock in leitender Funktion arbeitete.
Nach ihm wurde das Handelsschiff Erich Woermann benannt. 
Erich Woermann verstarb im Alter von 70 Jahren und wurde in der Familiengrabstätte auf dem Hamburger Friedhof Ohlsdorf im Planquadrat Q 24 beigesetzt.